# Avalon (альбом Roxy Music)
Avalon — восьмой и последний студийный альбом британской рок-группы Roxy Music, изданный лейблами Warner Bros и E.G. в 1982 году.

## Об альбоме
Запись альбома проходила с 1981 по 1982 годы в Compass Point Studios в столице Багамских островов — городе Нассау. При работе над альбомом была привлечена дополнительная группа из 13 музыкантов. Для записи альбома применялись различные новейшие технологии, за которые отвечал Фил Манзанера. Благодаря им группа смогла попробовать новый подход во время работы в студии.
На создание обложки и альбома Брайана Ферри вдохновила легенда о мифическом острове Авалон и Короле Артуре, также повлияла живопись художников эпохи Викторианского периода и сам роман об Артуре. По словам Ферри, на обложке изображена кельтская королева, пристально глядящая на остров Авалон. На её руке сидит птица по кличке Мерлин. Фотография была сделана на западном побережье Ирландии Нилом Керком, костюм был предоставлен модельером Энтони Прайсом, сотрудничавшим с Roxy Music. Для того, чтобы снять обложку, участники выбрали озеро, находящееся возле родительского дома Люси Ферри. В создании обложки участвовала модель Люси Ферри, которая для неё и снялась.
Альбом был благосклонно встречен критиками и поклонниками группы. Редактор сайта Allmusic в своем обзоре написал, что по предыдущей работе Flesh and Blood было видно, что в творчестве британцев наступает закат. По мнению Стивена Томаса Эрлевайна, Avalon является одной из лучших работ коллектива. Пышные и изящные звуковые гаммы оказались сильно удалены от «раздражительного» авангардного попа ранних записей группы. Брайан Ферри никогда не был таким романтичным, хотя он был уже много лет в коллективе, а также занимался сольным творчеством. Альбом сам по себе хорош, как в музыкальном плане, так и в плане текстов песен. Также Эрлевайн похвалил тексты песен и назвал композиции «More Than This», «Take a Chance with Me», «While My Heart Is Steel Beating», «Avalon» нежными.
Обозреватель из британского журнала Uncut пишет, что некоторые посчитали, что Avalon превратился в неироничный AOR. Хотя он всё же сохраняет авангардную стилистику ранних работ Roxy Music, звук на нём является более нежным. Также в солидарности с Allmusic он подтверждает, что Avalon — самая замечательная вещь Roxy Music, так, новые романтики Roxy Music своим неброским фанк-треком «The Space Between» превосходят Simple Minds.
Роберт Кристгау отметил, что романтизм Ферри всегда звучал пессимистично, и на первый взгляд, новое звучание коллектива кажется слабым и унылым, однако, после стольких лет, мелодичная лёгкость стала неожиданностью.
Рецензент журнала Rolling Stone сообщил, что спустя десять лет, Roxy Music смягчили свой звук и сравнивает «While My Heart Is Still Beating» с треком «A Song for Europe», который по мнению обозревателя, схож с ним в музыкальном плане; те же самые аккорды пианино, но звучание стало мягче. Среди возможных хитов в альбоме присутствует «Take a Chance with Me» с ритмами регги и трогательная песня «More Than This». Журнал раскритиковал Фила Манзанеру за пассивное участие в записи пластинки. Также издание включило Avalon в список 500 величайших альбомов по версии Rolling Stone (2003) на 307 место.
В 2012 году Slant Magazine поместил альбом на 45 строчку в списке «Лучшие альбомы 1980-х годов».
Rolling Stone поместил его на 31 место в своем списке «100 лучших альбомов 80-х».
Хотя из альбома было выпущено всего три сингла, критики полагают, что практически каждая его композиция могла быть издана отдельно и иметь успех.

## Список композиций
| №  | Название                          | Автор(ы)                  | Длительность |
| -- | --------------------------------- | ------------------------- | ------------ |
| 1. | «More Than This»                  | Брайан Ферри              | 4:30         |
| 2. | «The Space Between»               | Брайан Ферри              | 4:30         |
| 3. | «Avalon»                          | Брайан Ферри              | 4:16         |
| 4. | «India»                           | Брайан Ферри              | 1:44         |
| 5. | «While My Heart Is Still Beating» | Брайан Ферри, Энди Маккей | 3:26         |

| №   | Название                | Автор(ы)                    | Длительность |
| --- | ----------------------- | --------------------------- | ------------ |
| 6.  | «The Main Thing»        | Брайан Ферри                | 3:54         |
| 7.  | «Take a Chance with Me» | Брайан Ферри, Фил Манзанера | 4:42         |
| 8.  | «To Turn You On»        | Брайан Ферри                | 4:16         |
| 9.  | «True to Life»          | Брайан Ферри                | 4:25         |
| 10. | «Tara»                  | Брайан Ферри, Энди Маккей   | 1:43         |

| №   | Название           | Автор(ы)     | Длительность |
| --- | ------------------ | ------------ | ------------ |
| 11. | «Always Unknowing» | Брайан Ферри | 5:21         |

| Страна         | Высшая позиция |
| -------------- | -------------- |
| Австралия      | 2              |
| Австрия        | 5              |
| Бельгия        | 1              |
| Великобритания | 1              |
| Германия       | 4              |
| Италия         | 14             |
| Канада         | 2              |
| Нидерланды     | 1              |
| Норвегия       | 1              |
| Новая Зеландия | 1              |
| Франция        | 4              |
| Швеция         | 1              |
| США            | 53             |

| Страна                | Статус     |
| --------------------- | ---------- |
| Германия (BVMI)       | Золотой    |
| Великобритания (BPI)  | Платиновый |
| США (RIAA)            | Платиновый |
| Канада (Music Canada) | Платиновый |
| Испания (PROMUSICAE)  | Золотой    |
| Франция (SNEP)        | Золотой    |

## Участники записи
| Roxy Music - Брайан Ферри — вокал, клавишные, MIDI гитара - Энди Маккей — саксофон, композитор - Фил Манзанера — лид-гитара, композитор Дополнительные музыканты - Нил Хаббард — гитара - Алан Спеннер — бас-гитара (дорожки 1, 3, 4, 5, 6, 8, 10) - Энди Ньюмарк — ударные (дорожки 1-7, 9) - Джимми Маелен — перкуссия (дорожки 1-3, 5, 7, 9) - Нил Джейсон — бас-гитара (дорожки 2, 6, 7, 9) - Пол Каррак — пианино в (дорожка 8) - Рик Маротта — ударные (дорожка 8) - Кермит Мур — виолончель (дорожка 8) - Фонзи Торнтон — вокал (дорожки 1-3, 5, 6, 7, 9) - Яник Этьенн — бэк-вокал (дорожка 3) | Студийный персонал - Майкл Бадди — программный архиватор - Барри Бонджиови — ассистент продюсера - Колин Гуд — ассистент продюсера - Иэн Литтл — ассистент продюсера - Питер Ревилл — ассистент продюсера - Боб Клирмоунтейн — звукорежиссёр, микширование Дизайн - Нил Кирк — обложка альбома - Энтони Прайс — обложка альбома - Питер Сэйвилл — обложка альбома |